# Massacre en dentelles
Massacre en dentelles è un film del 1952 diretto da André Hunebelle.
Il film è l'ultimo di una trilogia; è infatti preceduto da Mission à Tanger (1949) e Documento fatale (Méfiez-vous des blondes; 1951).